# Medalla de Héroe de la Guerra Patria
Medalla de Héroe de la Guerra Patria (en azerí: "Vətən Müharibəsi Qəhrəmanı" medalı) es medalla de la República de Azerbaiyán. La medalla se creó con motivo de la victoria de Azerbaiyán en la  segunda guerra del Alto Karabaj. El título “Héro del Guerra Patria” es el grado más alto de distinción de la República de Azerbaiyán.

## Historia
El 11 de noviembre de 2020, el presidente de la República de Azerbaiyán, Ilham Aliyev, en una reunión con militares heridos que participaron en la segunda guerra del Alto Karabaj, dijo que se establecerían nuevas órdenes y medallas en Azerbaiyán, y que dio las instrucciones apropiadas sobre la adjudicación de civiles y militares que demostraron “heroísmo en el campo de batalla y en la retaguardia y se distinguieron en esta guerra”. También propuso los nombres de estas órdenes y medallas. El 20 de noviembre de 2020, en la sesión plenaria de la Asamblea Nacional de la República de Azerbaiyán, se sometió a debate un proyecto de ley sobre enmiendas al proyecto de ley "Sobre el establecimiento de órdenes y medallas de la República de Azerbaiyán".
La Medalla de Héroe de la Guerra Patria se estableció el mismo día en primera lectura de conformidad con el proyecto de ley "Sobre el establecimiento de órdenes y medallas de la República de Azerbaiyán" con motivo de la victoria de Azerbaiyán en la segunda guerra del Alto Karabaj.

### Premiados de la Medalla de Héroe de la Guerra Patria
El 9 de diciembre de 2020, el presidente de Azerbaiyán, Ilham Aliyev, firmó una orden sobre la adjudicación de militares de las Fuerzas Armadas de la República de Azerbaiyán. 83 militares recibió el título “Héroe de la Guerra Patria”. 34 militares fueron premiados póstumamente con la Medalla de Héroe de la Guerra Patria. Entre los premiados se encuentran Hikmat Mirzayev, comandante de las Fuerzas Especiales de la República de Azerbaiyán, Ilham Mehdiyev, Jefe Adjunto del Servicio de Fronteras Estatales de la República de Azerbaiyán, los militares de Fuerzas Armadas de Azerbaiyán - Namig Islamzade, Kanan Seyidov y Zaur Mammadov.

## Estatus
La Medalla de Héroe de la Guerra Patria se otorga por las misiones de combate establecidas para la derrota completa de las fuerzas enemigas durante la liberación de los territorios ocupados de la República de Azerbaiyán, a pesar de la ubicación del enemigo en zonas favorables y una resistencia convincente y por la gestión altamente profesional de las operaciones de combate para la restauración de la frontera estatal de la República de Azerbaiyán, así como por el heroísmo personal en las operaciones de combate. El título “Héroe de la Guerra Patria” se confiere por la iniciativa propia del presidente de Azerbaiyán o  por el Ministerio de Defensa de Azerbaiyán, el Ministerio del Interior de Azerbaiyán, el Servicio de Fronteras Estatales de Azerbaiyán, el Servicio de Seguridad del Estado de Azerbaiyán y el Servicio de Inteligencia Extranjera de Azerbaiyán.